# Neolitsea reticulata
Neolitsea reticulata är en lagerväxtart som beskrevs av Kostermans. Neolitsea reticulata ingår i släktet Neolitsea och familjen lagerväxter. Inga underarter finns listade i Catalogue of Life.